# Zongyang
Zongyang, tidigare romaniserat Tsungyangchen, är ett härad som tillhör Tongling, en stad på prefekturnivå i provinsen Anhui i östraKina. Det ligger omkring 110 kilometer söder om provinshuvudstaden Hefei. Före 2016 tillhörde Zongyang staden Anqing.
Zongyang är indelat i 15 köpingar, fyra socknar och en administrativ enhet på sockennivå.
Köpingar (zhen):

- Bailiu (白柳镇)
- Fushan (浮山镇)
- Guanbuqiao (官埠桥镇)
- Hengbu (横埠镇)
- Huigong (会宫镇)
- Jinshe (金社镇)
- Oushan (欧山镇)
- Qianpu (钱铺镇)
- Qianqiao (钱桥镇)
- Qilin (麒麟镇)
- Tanggou (汤沟镇)
- Xiangpu (项铺镇)
- Yijin (义津镇)
- Yutan (雨坛镇)
- Zongyang (枞阳镇)

Socknar (xiang):

- Baimei (白梅乡)
- Changsha (长沙乡)
- Fengyi (凤仪乡)
- Tietong (铁铜乡)

Område på sockennivå:
- Zongyang Jingji Kaifaqu ekonomisk utvecklingszon (枞阳经济开发区)